# الجوانب (السهول)
الجوانب هي إحدى مشيخات المملكة المغربية، تتبع جغرافيا لعمالة سلا وإداريًا لالسهول. يقدر عدد سكانها بـ 3791 نسمة حسب الإحصاء الرسمي للسكان والسكنى لسنة 2004.